# بت‌پرستی
بت‌پرستی (به انگلیسی: Idolatry) در یهودیت و مسیحیت، عبادت کسی یا چیزی غیر از خدا به گونه‌ای که گویی خداست. اولین فرمان از ده فرمان در کتاب مقدس، بت‌پرستی را ممنوع می‌کند: «به جز من خدایان دیگری نخواهید داشت.» انواع مختلفی از بت‌پرستی متمایز شده است. بت‌پرستی فاحش یا آشکار شامل اعمال صریح احترامی خطاب به یک شخص یا یک شیء، خورشید، پادشاه، حیوان، مجسمه و.. است. این پرستش ممکن است در کنار تصدیق یک موجود برتر وجود داشته باشد.
بُت تندیسی از سنگ، چوب، فلز یا هر چیز دیگری است که آن را به شکل انسان یا جانور یا هر شکل خیالی یا راستینی بسازند و پرستش‌کنند. در زبان فارسی لفظ بت را برگرفته از نام بودا دانسته‌اند، چرا که در آیین بوداییان می‌باید مجسمه‌ای از او در هر خانه باشد. بوداییان این مجسمه‌ها را می‌آراستند و زیبا می‌کردند اما آرایش بت در میان اعراب زیاد مورد توجه نبود و بت‌هایشان می‌توانستند هیکلی بی‌شکل از خرما یا چوب باشد. همچنین در بخش‌هایی از ادبیات فارسی بت برابر با معشوق زیباروی هم آمده است.
در زبان عربی به بت‌هایی که به‌شکل مجسمهٔ انسان‌ها و موجودات اساطیری بودند صنم و به نمادهای پدیده‌های طبیعی و سایر اشیای پرستیدنی وثن می‌گفتند. بت‌ها را به عنوان نماد خدایان در نظر می‌گرفتند و برای آن‌ها مراسم مذهبی نیایشی، هدیه و قربانی انجام می‌دادند تا خدای مورد نظر که بت سمبل زمینی آن بود را راضی کنند. در گذشته مجسمهٔ ال یهوه (قبل از دین یهود)، الله (قبل اسلام) و غیره در معابد یا به‌شکل نقاشی و سنگ‌نوشته در کتیبه‌های بسیاری موجود بود.

## بت‌پرستی در تاریخ
در قرآن نام بت‌های قوم نوح ود، یغوث، یعوق و نسر و بت‌های اعراب لات و منات و عزی و بت‌های دیگری همچون بعل آمده است. یونانیان نیز اگر چه برای خدایان خود قائل به جسم و روح بودند، اما بت‌هایی از زئوس، هرا، آتنا، آرتمیس و هرکول ساخته و به ستایش آن پرداخته‌اند. مصریان نیز بت‌هایی همچون رع، آمون، اوزیریس، ایزیس، ست و آنوبیس را می‌پرستیدند. رومیان هم از ژوپیتر، جونو، دیانا و ونوس مجسمه‌هایی ساخته و به عبادت آنان می‌پرداختند. هبل، لات، منات، عزی، ود، یغوث، یعوق، نسر و الله نیز از بت‌های اعراب بودند.

## بت‌پرستی در ادبیات فارسی
ادبیات فارسی که در ایران پس از اسلام، در برهه‌هایی از تاریخ به شدت تحت تأثیر عرفان و تصوف بوده، به بت مفاهیم و معناهای تازه‌ای داده، و برخلاف تعریف کلاسیک آن، در ادبیات فارسی از بت تفسیرهای مختلفی شده. در بسیاری از اشعار فارسی، بت می‌توانسته غرور آدمی، اسارت در قید و بندهای دنیوی، خودپرستی یا حتی بت درون آدمی را در ذهن مخاطب تداعی کند.

### حافظ
| گر جان به تن ببینی مشغول کار او شو |  | هر قبله ای که بینی بهتر ز خودپرستی |

### سعدی
| تا یک سرِمویی از تو هستی باقی ست |  | اندیشهٔ کارِ بُت پرستی باقی ست     |
| گفتی بُتِ پندار شکستم، رَستم       |  | آن بُت که ز پندار شکستی، باقی ست |

## بت‌پرستی در قرآن
| اساطیر خاورنزدیک مجموعه مقالات | اساطیر خاورنزدیک مجموعه مقالات                                                              |
| --- | ------------------------------------------------------------------------------------------- |
| |                                                                                             |
| اساطیر میان‌رودان |                                                                                             |
| اساطیر عربی |                                                                                             |
| اساطیر لاوی |                                                                                             |
| خدایان عرب پیش از اسلام |                                                                                             |
| - اساف - ایشتار - اقیصر - لات - آستارته - اترثه (سوری) - بعل شمن - بعل - بس (مصری-عربی) - ذوالخلطه - ذوالشرا - الله (سامی) - ایشتار - غبغب | - منات - مناف - نبو - نسر (بت) - هبل - شمش - عمیانس - عزی - ود - یعوق - یغوث - یالیل - جن‌ها |
| این جعبه: نمایش بحث ویرایش |                                                                                             |

در قرآن، کتاب مسلمانان بت‌پرست به کسانی گفته می‌شود که معتقدند اشیای پیرامون آن‌ها خالق و خودشان مخلوق آن شیء هستند:
- بعل؛ بت قوم الیاس، آیهٔ ۱۲۵ سورهٔ صافات
- گوسالهٔ سامری؛ طاغوت جبت (منظور از جبت سرزمین مصر است یا به‌طور خلاصه: بنی‌اسرائیل دچار مصر زدگی شدند)[نیازمند شفاف‌سازی]
- ود، سواع، یعوق، نسر و یغوث؛ بت‌های قوم نوح هستند. آیهٔ ۲۳ سورهٔ نوح
- لات، عزی و منات؛ اعراب جاهلیت، آیهٔ ۱۹ سورهٔ نجم و افسانهٔ غرانیق[۵]